# Territorialmandat

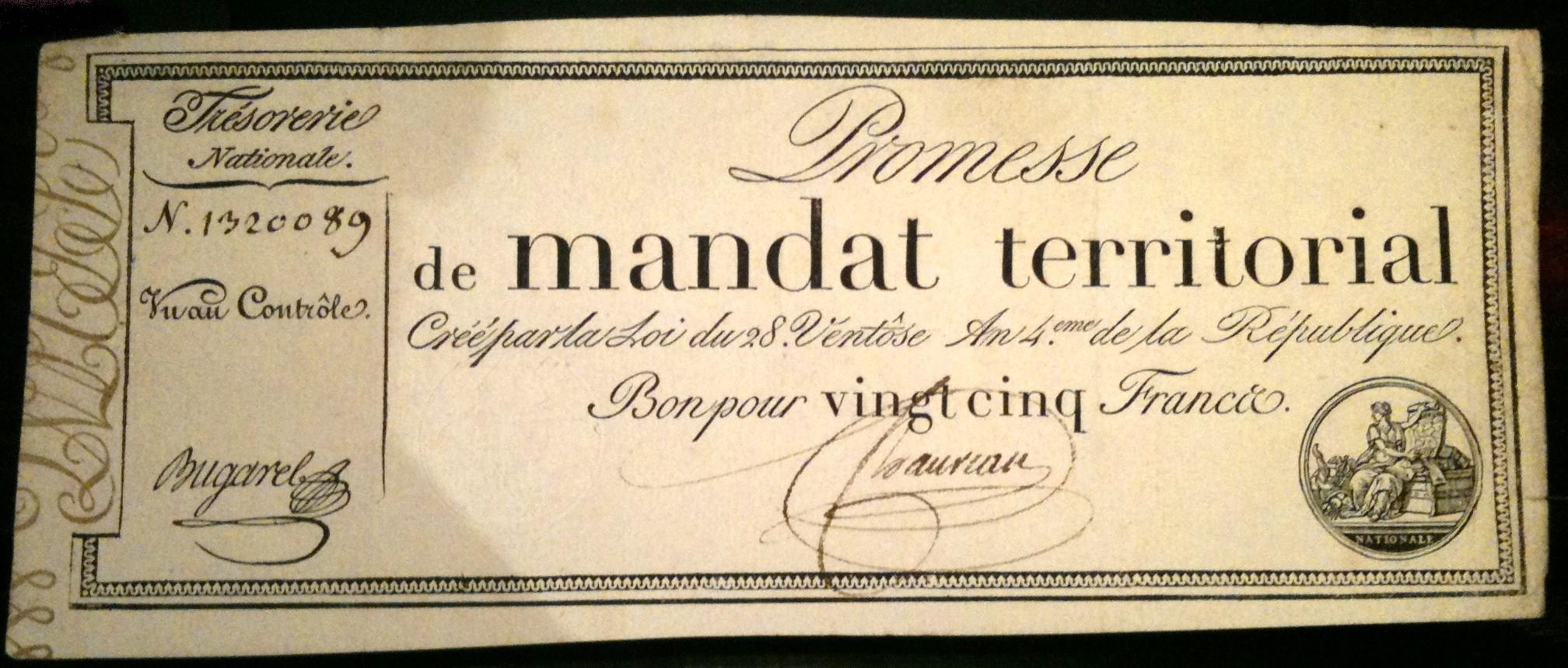
Promesse de mandat territorial im Wert von 25 Franc

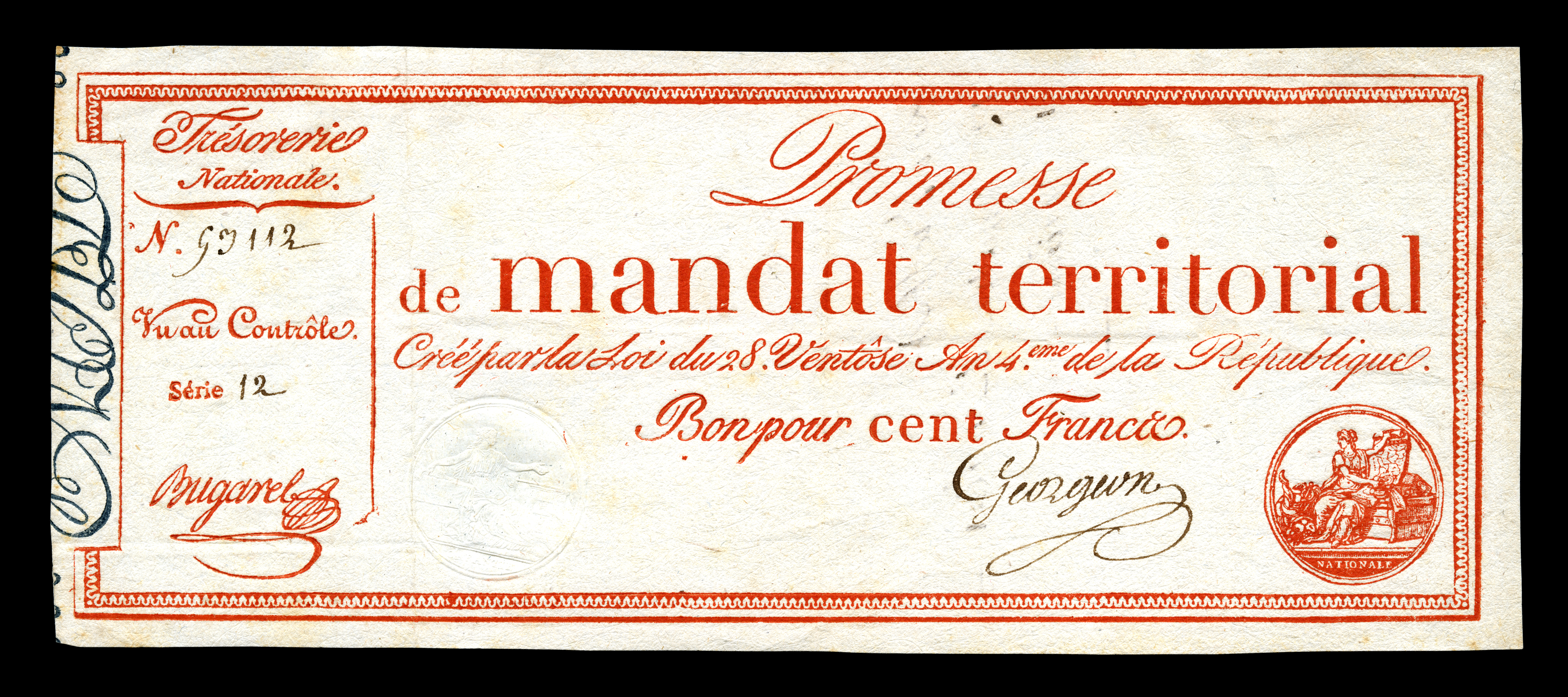
Promesse de mandat territorial im Wert von 100 Franc

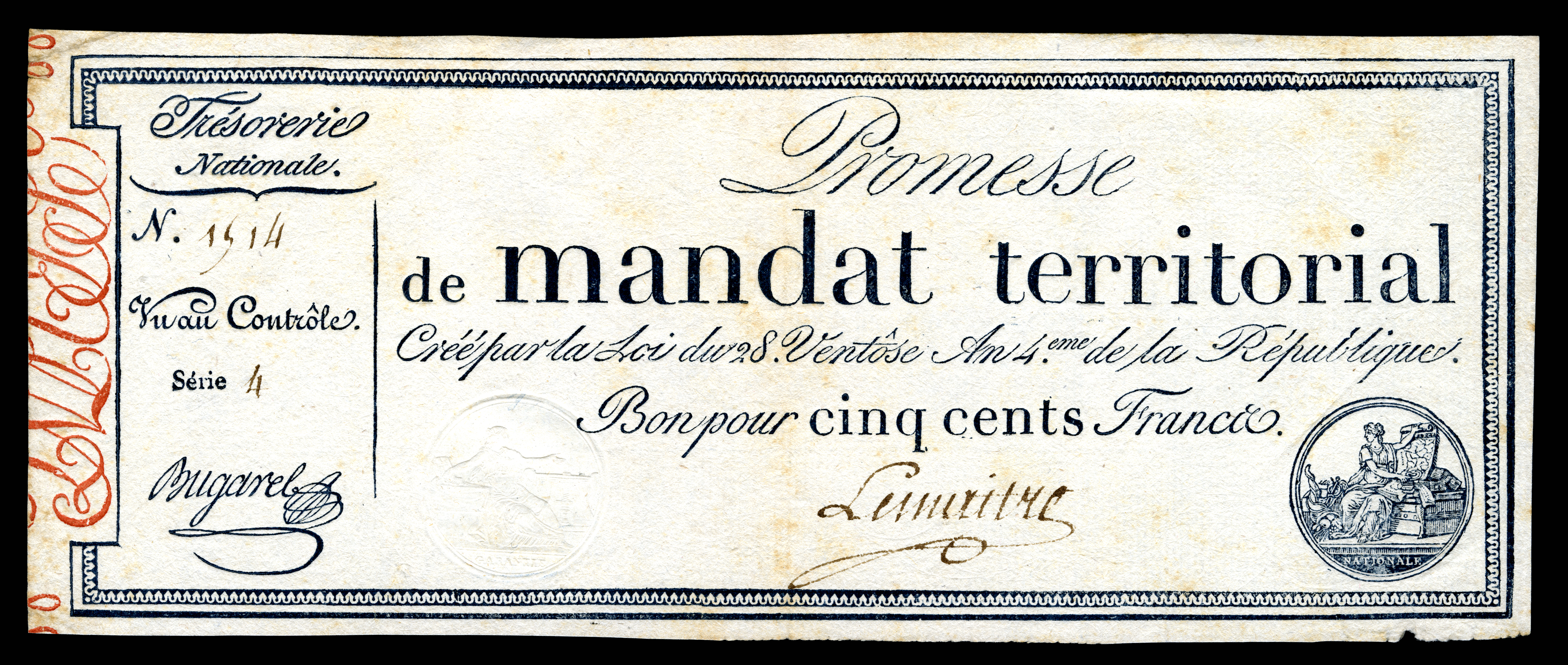
Promesse de mandat territorial im Wert von 500 Franc

Territorialmandat, französisch mandat territorial (Plural mandats territoriaux) oder promesse de mandat territorial, war die Bezeichnung von französischen Banknoten, die vom Direktorium der Ersten Französischen Republik beschlossen und am 18. März 1796 als gesetzliches Zahlungsmittel eingeführt wurden, um Assignaten zu ersetzen, die vorher als Papiergeld zur Begleichung von französischen Staatsschulden emittiert worden, aber durch Inflation weitgehend wertlos geworden waren. 1797 wurden die Territorialmandate als gesetzliches Zahlungsmittel abgeschafft. 

## Ursprünglicher Zweck
Ursprünglich war ein Territorialmandat eine spezielle Verbriefung einer Hypothek in der Zeit nach der Französischen Revolution. Sie bescheinigte ihrem Inhaber das Recht, das Papier in der darauf ausgewiesenen Summe in Franc bei der Verwaltung eines Départements zum Erwerb eines staatlichen Grundstücks einzusetzen. Grundstücke hatte sich der französische Staat im Zuge der Revolution insbesondere durch Säkularisation von Kirchengütern zuvor in riesigem Umfang angeeignet (Nationalgut). Bei der Privatisierung dieser Grundstücke ließ sich der Staat in Form von Territorialmandaten, die er zuvor als Wertpapier an die Inhaber von Assignaten bzw. zur Begleichung von Staatsschulden an seine Gläubiger emittiert hatte, bezahlen. Beim Erwerb eines Grundstücks zahlte der Inhaber von Territorialmandaten an den Staat den für ein Grundstück ausgewiesenen Preis zunächst zu einem Viertel, nach zehn Tagen das zweite Viertel und im Laufe von drei Monaten den Rest.

## Scheitern
Offiziell wurden Assignaten gegen Territorialmandate zu einem Wechselkurs von 30:1 bewertet. Die Territorialmandate, die ihre Inhaber zum Erwerb von Nationalgut berechtigten und die der Staat anfänglich in einem Umfang von 2,4 Milliarden Franc emittierten ließ, wurden bald in großem Umfang gefälscht und unterlagen innerhalb von sechs Monaten einer rapiden Inflation. Auf dem Schwarzmarkt wurden Assignaten gegen Territorialmandate im Verhältnis von 300:1 getauscht. Bereits am 4. Februar 1797 verloren die Territorialmandate die Eigenschaft als gesetzliches Zahlungsmittel. Assignaten und Territorialmandate wurde am 21. Mai 1797 endgültig demonetisiert. Die Krise beendete die französische Regierung mit der Rückkehr zum Münzgeld: 100 Livres in Territorialmandaten waren nur noch 20 Sous in Münzen wert.
Dieser finanz- und geldpolitische Fehlschlag setzte das Direktorium politisch erheblich unter Druck. In Paris kam es zu Protestdemonstrationen, die von dem linksrevolutionären französischen Agitator François Noël Babeuf angeführt wurden.

## Nachwirkung
Nach Karl-Heinz Brodbeck reflektierte der Dichter Johann Wolfgang von Goethe in seinem Werk Faust. Der Tragödie zweiter Teil und dort in der Gestalt des Mephisto, der das Papiergeld einführt, insbesondere Erfahrungen, die während der Französischen Revolution mit der Inflation des Papiergelds, den Assignaten und den Territorialmandaten, gemacht wurden. Goethe hatte sich in zehn Jahren als Finanz- und Wirtschaftsminister am Weimarer Hof in umfangreichen Studien auch mit der Ökonomie und mit den Wirkungen der Geldschöpfung beschäftigt.